# 理查德·派普斯
理查德·埃德加·派普斯 （英語：Richard Edgar Pipes；1923年7月11日—2018年5月17日）是一位波兰裔美国籍的学者，他专门从事研究俄罗斯历史，而且特别是对于有关苏联的。在1976年，他领导了由美国中央情报局针对苏联的战略能力和苏联军事和政治领导目的进行分析的Team B。

## 概述
理查德·派普斯出生于波兰切申的一个犹太人家庭(他的名字曾原本拼作"Piepes")他的父亲Marek曾经是个商人并且还在一战时参了军.派普斯曾自述自己童年和青年时代时, 给他留下深远影响的文化是波兰和德国，而不是苏联。 当他十六岁时, 此时在波兰战役波兰战败。他曾在马萨科斯卡大街看到了希特勒在华沙的胜利游行。派普斯一家在1939年8月逃离了波兰，在意大利待了7个月的时间之后，于1940年的七月来到了美国。1943年，派普斯在美国陆军航空兵团服役时，通过归化，取得了美国国籍。之后先后在玛斯金格姆大学，哈佛大学，康乃尔大学学习。在1946年与艾琳·尤金妮亚·罗恩结婚，并有了两个孩子。其中儿子丹尼尔·派普斯为研究有关中东事务的学者。

## 生平
派普斯在1958年在哈佛大学任教，在1968年到1973年，他曾是哈佛俄罗斯研究中心的主任，他于1996年退休。在1962年，他在列宁格勒国立大学发表了一系列关于俄罗斯的思想文化史的演讲。在1973至1978，他在斯坦福研究所的高级顾问。期间，他还是华盛顿参议员亨利·M·杰克逊的顾问。在1981至1982年间，在里根总统的指导下，他成为国安会的一员，担任有关东欧和苏联的事务主任。在1970年代,派普斯是缓和政策的主要批评者。在1977至1992年间，派普斯加入了当前危险委员会，后来这个委员会又并入了美国外交关系委员会。

## 俄罗斯研究
派普斯写过很多关于俄罗斯历史的书, 比如有《俄国的旧政权》(1974年),《俄国革命》(1990年)和《在布尔什维克政权下的俄国》(1994年)。并且是在有关苏联历史和苏联外交关系方面被媒体频繁采访作者。他的作品也出现在美国《评论》杂志、《纽约时报》和《泰晤士报文学增刊》。在哈佛的大课教学，他讲授俄罗斯帝国和俄国革命，并且指导了八十多名研究生成为学术研究型的博士。
派普斯因争论对俄罗斯是单独起源于15世纪的莫斯科公国而知名。在他的观点里, 莫斯科公国与当时欧洲的很多地区不相同，国家没有私有制的概念，所有的财富都被认为是属于大公/沙皇的；俄罗斯所走的这条特殊路径(或许受到了蒙古人的影响)导致俄罗斯成为了一个与西方文明的价值观根本不同的独裁专制国家。派普斯也已认同这种俄罗斯帝国"世袭主义"被打破是在19世纪俄罗斯帝国领导人试图领导国家走向现代化，但不寻求改变俄罗斯社会的基本“世袭的”结构时。派普斯认为, 正是俄罗斯走了这么多个世纪的特殊路径，使得在1917年俄罗斯十分不寻常的爆发了革命。派普斯因看到那些激进的知识分子狂热但不无法接受现实而强烈的批评他们。苏俄的一名作家亚历山大·伊萨耶维奇·索尔仁尼琴曾指责派普斯的的作品是“波兰版的俄罗斯的历史”。派普斯则指责索尔仁尼琴是反犹太主义、过激的民族主义、把共产主义的弊端归咎于犹太人而不是承认苏联有俄罗斯的根源的人。派普斯看到索尔仁尼琴在1985年11月13日的《纽约时报》上发表的小说:《1914年的8月》之后评论到: "每一种文化都有他们自己反犹太主义的特点。在索尔仁尼琴的情况下, 这不是种族之间的。他当然不是一个种族主义者；这个问题从根本上是宗教和文化方面。他与陀思妥耶夫斯基有一些相似之处,是一个狂热的基督徒、爱国者和狂热的反犹太份子。索尔仁尼琴的无疑是革命的俄罗斯极端右翼的观点,即这是犹太人的造成的。"派普斯对索尔仁尼琴有关苏联的观点解释道: "索尔仁尼琴说马克思主义是西方的理念，后来传入到俄罗斯。 而我的观点是,它在俄罗斯历史上已根深蒂固。"这个观点激怒了索尔仁尼琴，他讽刺派普斯是个 "伪学者"
派普斯强调苏联是征服世界的扩张主义，极权主义的国家。他写得许多论文也与市面上介绍的传统苏联历史大相径庭，他认为十月革命不是那样受到人民的拥护。是由极少数在建立一党制的专制政权后沉默和偏狭的知识分子强加给俄罗斯绝大多数人的。由此，派普斯认为俄罗斯1917革命对于俄罗斯是个大灾难，不现实的使得使小部分狂热的“知识分子”参与政治生活。
派普斯是极权主义教育（如他见到的纳粹德国和苏联，它们作为类似政权寻求类似的政策。实际上，在几个重要方面有着合作）的主要倡导者。在这里举他引用一些历史学家詹姆斯·格雷戈尔、亨利·阿什比·特纳、伦佐·德·菲利斯和赫尔曼·劳施宁的资料, 派普斯认同没有比法西斯主义更为同行的了，比如德意志第三帝国、苏联和意大利法西斯主义，这些极权政府的组成都是由它们对民主的厌恶。(观点来自他的《在布尔什维克政权下的俄国》的一章节）
在1981年5月一个意为“非正式”的采访中,派普斯告诉路透社：“苏联的领导人向西方国家那样和平演变他们的共产主义制度还是要爆发战争之间将不得不做出选择。在这里没有另外的选择而且可能会同时选择，因为缓和政策以死亡（Détente is dead）。”派普斯也在访谈中表示西德的外交部长汉斯-迪特里希·根舍容易受到来自苏联施加的压力。能够从中独立地见解到派普斯在与路透社之间的采访是代表官方的。这可能会潜在地给派普斯的工作带来一些不好因素。访谈过后美国白宫和和 "愤怒" 的美国国务院发表声明驳斥派普斯的言论。
在1992年, 派普斯在俄罗斯宪法法院有关苏联共产党的审讯方面担任鉴定证人。

## 延伸阅读
- Bogle, Lori Lyn, "Pipes, Richard", pp. 922–923, from The Encyclopedia of Historians and Historical Writing edited by Kelly Boyd, Vol. 2, London: Fitzroy Dearborn Publishing, 1999.
- Malia, Martin Edward, "The Hunt for the True October", pp. 21–28, from Commentary, Vol. 92, 1991.
- Pipes, Richard, "Vixi: The Memoirs of a Non-Belonger", 2003.
- Poe, Marshall, "The Dissident" （页面存档备份，存于）, Azure (Spring 2008).
- Somin, Ilya, "Riddles, Mysteries, and Enigmas: Unanswered Questions of Communism's Collapse", pp. 84–88, from Policy Review, Vol. 70, 1994.
- Stent, Angela, "Review of U.S-Soviet Relations in the Era of Détente", pp. 91–92, from Russian Review, Vol. 41, 1982.
- Szeftel, Marc, "Two Negative Appraisals of Russian Pre-Revolutionary Development", pp. 74–87, from Canadian-American Slavic Studies, 1980.